# 薩科 (加利福尼亞州)
薩科（英語：Saco）是位於美國加利福尼亞州克恩縣的一個非建制地區。該地的面積和人口皆未知。

## 地理
薩科的座標為35°26′40″N 119°05′32″W / 35.44444°N 119.09222°W，而該地的平均海拔高度為138米（即453英尺）。